# 己斐配水池
己斐配水池（こいはいすいち）は、広島県広島市西区己斐にある、広島市水道局が管理する配水池（配水場）。

## 概要
太田川本流（太田川放水路）の下流域右岸側にあり、JR山陽本線西広島駅から見て北北東方向に位置する。東側にノートルダム清心中学校・高等学校がある。
1935年（昭和10年）竣工。当時は牛田浄水場の配水池であったが、現在は安佐南区緑井町の緑井浄水場の上水が送水トンネルを通りここに送られ市内西部へ配水している。
なお南東方向にある旧送水ポンプ室は、1945年（昭和20年）広島市への原子爆弾投下に耐えた現存する被爆建物の一つ。総タイル貼の鉄筋コンクリート構造2階建で、手前が事務室、斜面側がポンプ室として使われていた。老朽化に伴い使われておらず立ち入り禁止となっている。

## 諸元
いずれも2012年現在。
- 標高：GL + 49.30m
- 構造：鉄筋コンクリート構造

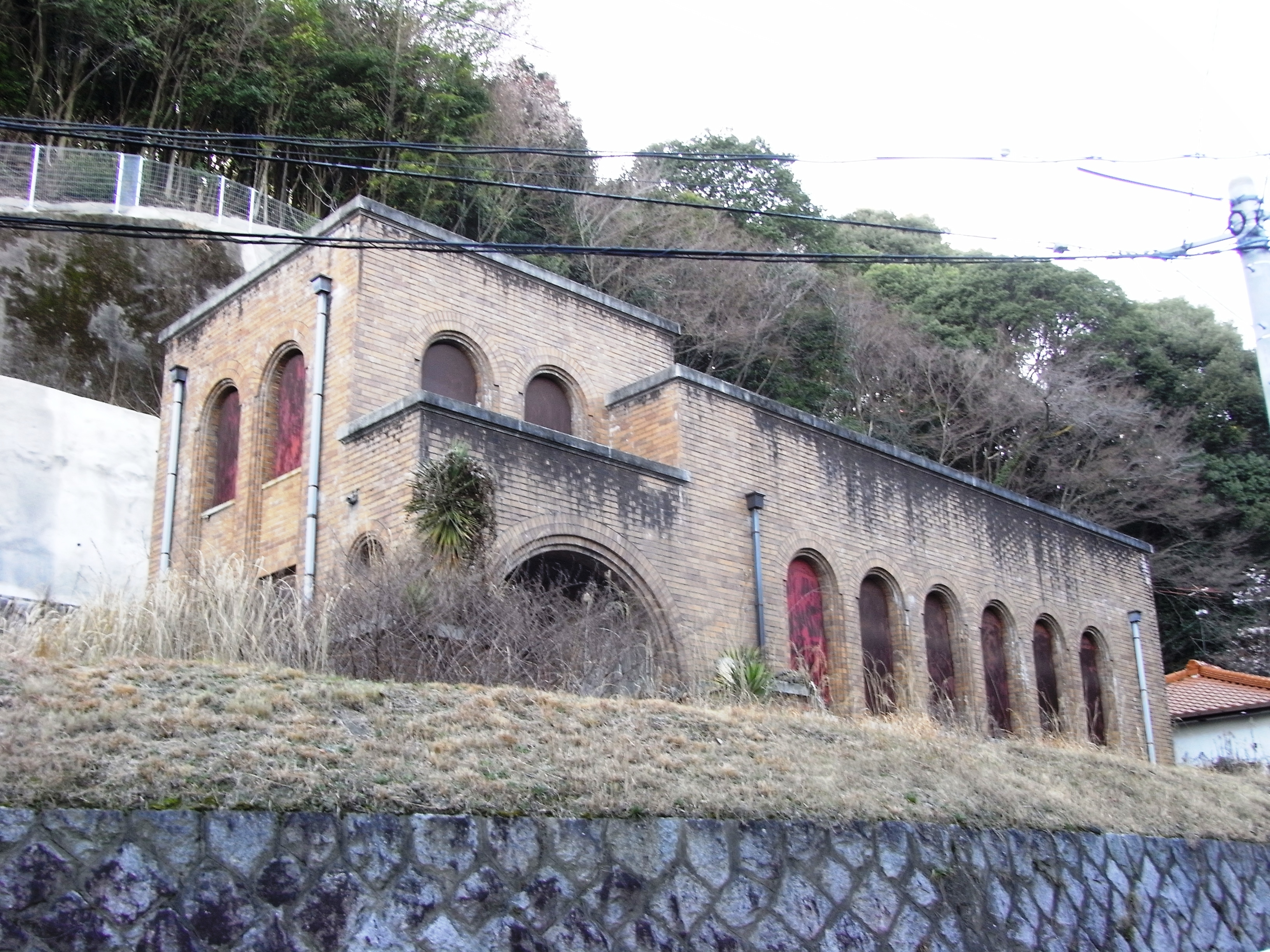
旧己斐調整場送水ポンプ室

- 規模：幅64.4m×長119.0m×1池(2分割)
- 有効容量：25,000m3
- 敷地面積：48,350.72m2（調整池および己斐高地区ポンプ所含む）

## 歴史

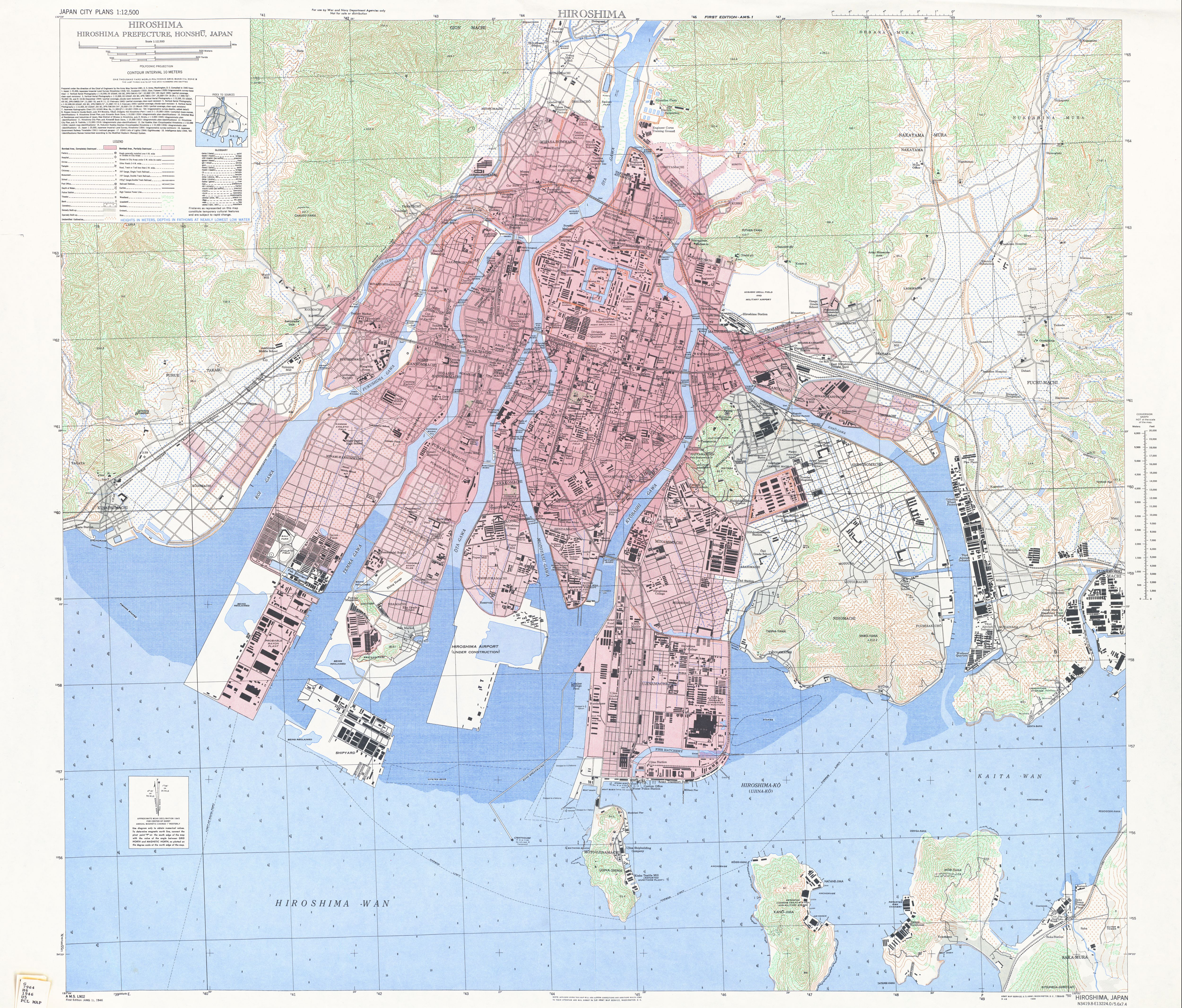
1945年米軍作成の広島市地図。地図上部にある"Filtration Plant"が牛田浄水場。地図左に"KOIMACHI"（己斐）があり、"Koi Station"上の卍がある付近の右側の山に配水池（調整場）が造られたが、この地図では表記されていない。

1898年（明治31年）に通水した広島市水道は、牛田町の牛田水源地(現牛田浄水場)から市内へ通水していた。ただ市西部の己斐や草津地区は水源地から遠方にあり、丘陵地斜面に建てられた住宅には上水が届かない所もあった。山陽鉄道己斐駅（現西広島駅）および広電己斐駅（現広電西広島（己斐）駅）と開業後住民増加していくなかで、市内西部に完全給水を目指すため己斐の丘陵地に配水池「己斐調整場」の建造が決定した。
まず1932年（昭和7年）3月送水ポンプ室が竣工、1935年（昭和10年）己斐調整場が竣工した。
1945年（昭和20年）8月6日、広島市への原子爆弾投下により被爆。送水ポンプ室は爆心地から約2.31kmに位置し、ポンプ室建物自体は一部倒壊したものの、ポンプ自体は無事だった。なおこの付近は被爆数時間後に猛烈な黒い雨に遭遇している。1949年（昭和24年）に全面復旧した。
1969年（昭和44年）緑井浄水場が竣工され、牛田系から緑井系の配水池となった。

## 参考資料
- “己斐調整場送水（こいちょうせいじょうそうすい）ポンプ室（しつ）”.   NHK広島. 2013年4月15日閲覧。